# Адат
Ада́т (араб. عادات) — загальна назва звичаєвого права у мусульманських народів. Протиставляється релігійному праву — шаріату. Різні школи ісламського права по різному ставляться до адату. Найтолерантнішим до нього є так званий ханафітський мазхаб. Адат не становить якоїсь системи, в різних народів він різний. Складаючись століттями, адат носить відбиток родоплемінних та феодальних стосунків.
У мусульманському світі норми адату існують поруч з шаріатом. Це відбувається в першу чергу там, де населення ісламізоване поверхнево і шаріатські суди відсутні, або не мають достатнього авторитету; там де попри багатовікове панування ісламу, зберігаються родинно-племенні стосунки та давні правові уявлення; там, де до поширення ісламу населення входило до складу держав з розвинутою правовою системою і, прийнявши іслам, не відмовилось від звичних правових норм.
Норми адату можуть значно розходитись з шаріатом, виступаючи як альтернатива, чи навіть зовсім відтісняючи їх. Наприклад, наслідування за жіночою лінією та інші звичаї матріархального характеру у туарегів, звичаї кровних зобов'язань у багатьох народів Кавказу, шлюбні стосунки у мусульман Центральної Африки та ін.
У практичній діяльності нормами адату може послуговуватись без обмежень лише третейський суддя (хакім), головним завданням якого є примирення сторін. Духовний суддя (каді) може спиратись на адат лише у виняткових випадках, коли норма, що використовується, не суперечить загальному духу шаріату